# Кампус

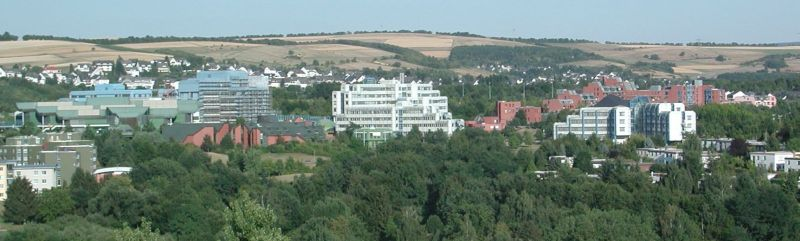
Кампус Трірського університету, Німеччина

Ка́мпус (лат. campus — «поле», «відкритий простір») — університетське чи корпоративне містечко.

## Університетський кампус
Університетський кампус містить у собі, зазвичай, студентські гуртожитки, читальні, слухальні, робильні, діяльні, їдальні, — та всю іншу університетську інфраструктуру. Кампуси університетів нерідко користуються справжньою автономією: зазвичай мають окрему адміністрацію, виборну з-поміж самих студентів і викладачів закладу вищої освіти.
Уперше кампусом назвали територію Принстонського університету в XVIII столітті.

## Корпоративний кампус
Іноді кампусом називають і відокремлену територію, що належить певній великій компанії, на якій міститься корпоративна внутрішньо-фірмова інфраструктура, у тому числі з соціальними (а іноді й житловими) об'єктами.
Головний офіс багатонаціональної корпорації комп'ютерних технологій Apple Inc. розташований у кампусі в місті Купертіно, Каліфорнія.